# Ronde van Lombardije 1921
De Ronde van Lombardije 1921 was de 17e editie van deze eendaagse Italiaanse wielerwedstrijd, en werd verreden op zondag 10 november 1921. Het parcours leidde van Milaan naar Milaan en ging over een afstand van 261 kilometer. De wedstrijd werd gewonnen door de Italiaan Costante Girardengo in een sprint.

## Uitslag
| Ronde van Lombardije 1921 |                     |                 |          |
| Plaats                    | Naam                | Ploeg           | Tijd     |
| Winnaar                   | Costante Girardengo | Stucchi-Pirelli | 9u30'30" |
| 2                         | Gaetano Belloni     | Bianchi-Dunlop  | z.t.     |
| 3                         | Federico Gay        | Bianchi-Pirelli | z.t.     |
| 4                         | Giovanni Brunero    | Legnano-Pirelli | z.t.     |
| 5                         | Henri Pélissier     |                 | z.t.     |
| 6                         | Giovanni Bassi      |                 | z.t.     |
| 7                         | Heiri Suter         |                 | z.t.     |
| 8                         | Emilio Petiva       |                 | z.t.     |
| 9                         | Leopoldo Torricelli | Legnano-Pirelli | z.t.     |
| 10                        | Bartolomeo Aimo     | Legnano-Pirelli | z.t.     |

1905 · 1906 · 1907 · 1908 · 1909 · 1910 · 1911 · 1912 · 1913 · 1914 · 1915 · 1916 · 1917 · 1918 · 1919 · 1920 · 1921 · 1922 · 1923 · 1924 · 1925 · 1926 · 1927 · 1928 · 1929 · 1930 · 1931 · 1932 · 1933 · 1934 · 1935 · 1936 · 1937 · 1938 · 1939 · 1940 · 1941 · 1942 · 1943 · 1944 · 1945 · 1946 · 1947 · 1948 · 1949 · 1950 · 1951 · 1952 · 1953 · 1954 · 1955 · 1956 · 1957 · 1958 · 1959 · 1960 · 1961 · 1962 · 1963 · 1964 · 1965 · 1966 · 1967 · 1968 · 1969 · 1970 · 1971 · 1972 · 1973 · 1974 · 1975 · 1976 · 1977 · 1978 · 1979 · 1980 · 1981 · 1982 · 1983 · 1984 · 1985 · 1986 · 1987 · 1988 · 1989 · 1990 · 1991 · 1992 · 1993 · 1994 · 1995 · 1996 · 1997 · 1998 · 1999 · 2000 · 2001 · 2002 · 2003 · 2004 · 2005 · 2006 · 2007 · 2008 · 2009 · 2010 · 2011 · 2012 · 2013 · 2014 · 2015 · 2016 · 2017 · 2018 · 2019 · 2020 · 2021 · 2022 · 2023 · 2024 · 2025